# Дигидрид кобальта
Дигидри́д ко́бальта — неорганическое соединение металла кобальта и водорода с формулой {\displaystyle {\ce {CoH2}}}, тёмно-серые кристаллы, медленно окисляется на воздухе, реагирует с водой.

## Получение
Реакция фенилмагнийбромида с хлоридом кобальта(II) в атмосфере водорода:
{\displaystyle {\ce {CoCl2 + 2C6H5MgBr + 2H2 ->}}}
{\displaystyle {\ce {-> CoH2 + 2C6H6 + MgBr2 + MgCl2}}}.

## Физические свойства
Дигидрид кобальта представляет собой при нормальных условиях тёмно-серые кристаллы, стабильные в инертной атмосфере до 45 °C.

## Химические свойства
Разлагается при незначительном нагревании с образованием гидрида кобальта:
{\displaystyle {\ce {2CoH2->[45\ {\mathsf {^{o}C}}]2CoH\ +H2}}}.
Разлагается под действием воды и этанола:
{\displaystyle {\ce {CoH2->[{\mathsf {H_{2}O}}]Co\ +H2}}}.
Реагирует с кислотами:
{\displaystyle {\ce {CoH2 + 2HCl -> CoCl2 + 2H2}}}.